# Самара (Еврейская автономная область)
Сама́ра — село в Октябрьском районе Еврейской автономной области. Входит в Полевское сельское поселение.

## География
Село Самара стоит на левом берегу реки Самара (приток Амура).
Дорога к селу Самара идёт на север от районного центра села Амурзет через село Озёрное, расстояние до райцентра около 20 км.
В 2 км к северо-востоку от села Самара находится село Полевое.

## История
Село основано в 1873 году выходцами из села Пузино.

## Инфраструктура
В селе имеются отделение связи, начальная школа, фельдшерско-акушерский пункт. Основные предприятия — ООО «Старт» и крестьянские хозяйства «Рассвет», «Радуга».

## Известные односельчане
В селе родился Герой Советского Союза Георгий Лопатин.

## Население
| 1879 | 1901 | 1917 | 1922 | 1923 | 1924 | 1992 | 2002 | 2010 |
| ---- | ---- | ---- | ---- | ---- | ---- | ---- | ---- | ---- |
| 161  | ↗278 | ↗380 | ↘108 | ↗365 | ↗408 | ↗705 | ↘442 | ↘369 |

| 1891 | 2002 | 2010 |
| ---- | ---- | ---- |
| 219  | 442  | 369  |